# Scott Gaffney
Pour les articles homonymes, voir Gaffney.
Scott Gaffney, né le 1er avril 1976 à Calgary, est un snowboardeur canadien.

## Carrière
Scott Gaffney remporte cinq médailles aux Winter X Games : une médaille d'or (en 2001 en snowboardcross), trois médailles d'argent (en snowboardcross en 2000, en ultracross en 2000 et en 2002) et une médaille de bronze (en snowboardcross en 1999).
Il est sélectionné pour participer aux Goodwill Games d'hiver de 2000 de Lake Placid ; il y est médaillé d'or en snowboardcross. 
Il obtient son seul et unique podium au cours de sa carrière en Coupe du monde le 13 décembre 1996 avec une victoire en snowboardcross à Whistler.
Il est champion du Canada de snowboardcross en 1998 et 1999.